# Аскалон (село)
Аскало́н (тадж. Аскалон) — село в Раштском районе Таджикистана. Входит в состав сельской общины (джамоата) Аскалон. Расстояние от села до центра района (пгт Гарм) — 14 км, до центра джамоата (село Додбахт) — 2 км. Население — 817 человек (2017 г.), таджики. Население в основном занято сельским хозяйством. 